# Cervières (Loire)
Cervières ist eine französische Gemeinde mit 99 Einwohnern (Stand: 1. Januar 2022) im Département Loire in der Region Auvergne-Rhône-Alpes. Sie gehört zum Arrondissement Montbrison und zum Kanton Boën-sur-Lignon. Die Bewohner werden Cerveras genannt.

## Geographie
Cervières liegt am Westrand des Départements an der Grenze zum benachbarten Département Puy-de-Dôme, circa 31 Kilometer südwestlich von Roanne und circa 65 Kilometer nordwestlich von Saint-Étienne, der Hauptstadt des Départements.
Umgeben wird Cervières von den drei Nachbargemeinden:
|                           |                                             |            |
| Chabreloche (Puy-de-Dôme) | Kompassrose, die auf Nachbargemeinden zeigt | Les Salles |
| Noirétable                |                                             |            |

## Bevölkerungsentwicklung
| Jahr                       | 1962 | 1968 | 1975 | 1982 | 1990 | 1999 | 2008 | 2017 |
| -------------------------- | ---- | ---- | ---- | ---- | ---- | ---- | ---- | ---- |
| Einwohner                  | 149  | 135  | 117  | 111  | 102  | 111  | 124  | 120  |
| Quellen: Cassini und INSEE |      |      |      |      |      |      |      |      |

## Sehenswürdigkeiten
- Haus, genannt „L’Auditorium“ aus dem 15. Jahrhundert, seit 1949 als Monument historique eingeschrieben
- Kirche Sainte-Foy aus dem 15. und 16. Jahrhundert
- Reste der Befestigung

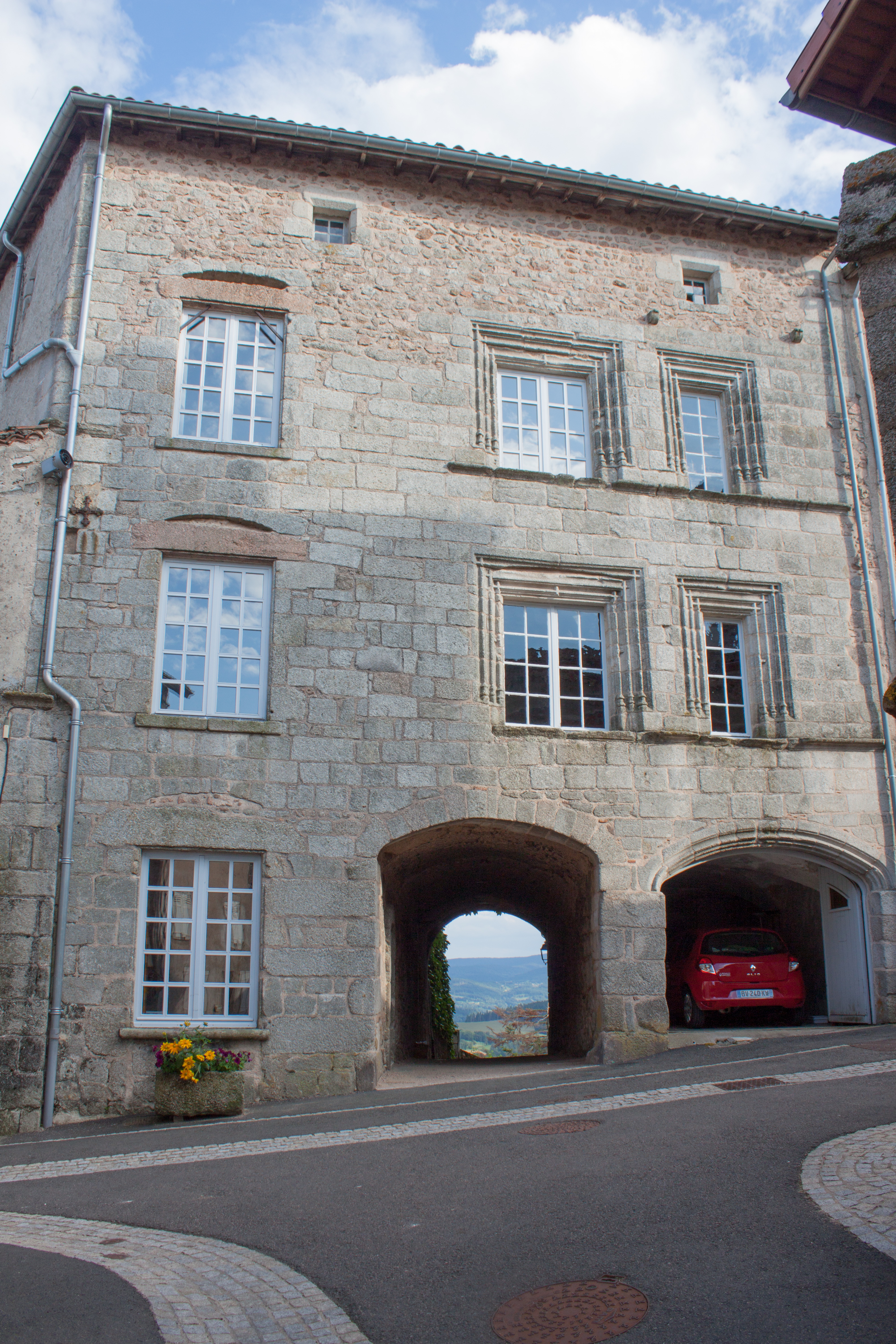
L’Auditorium
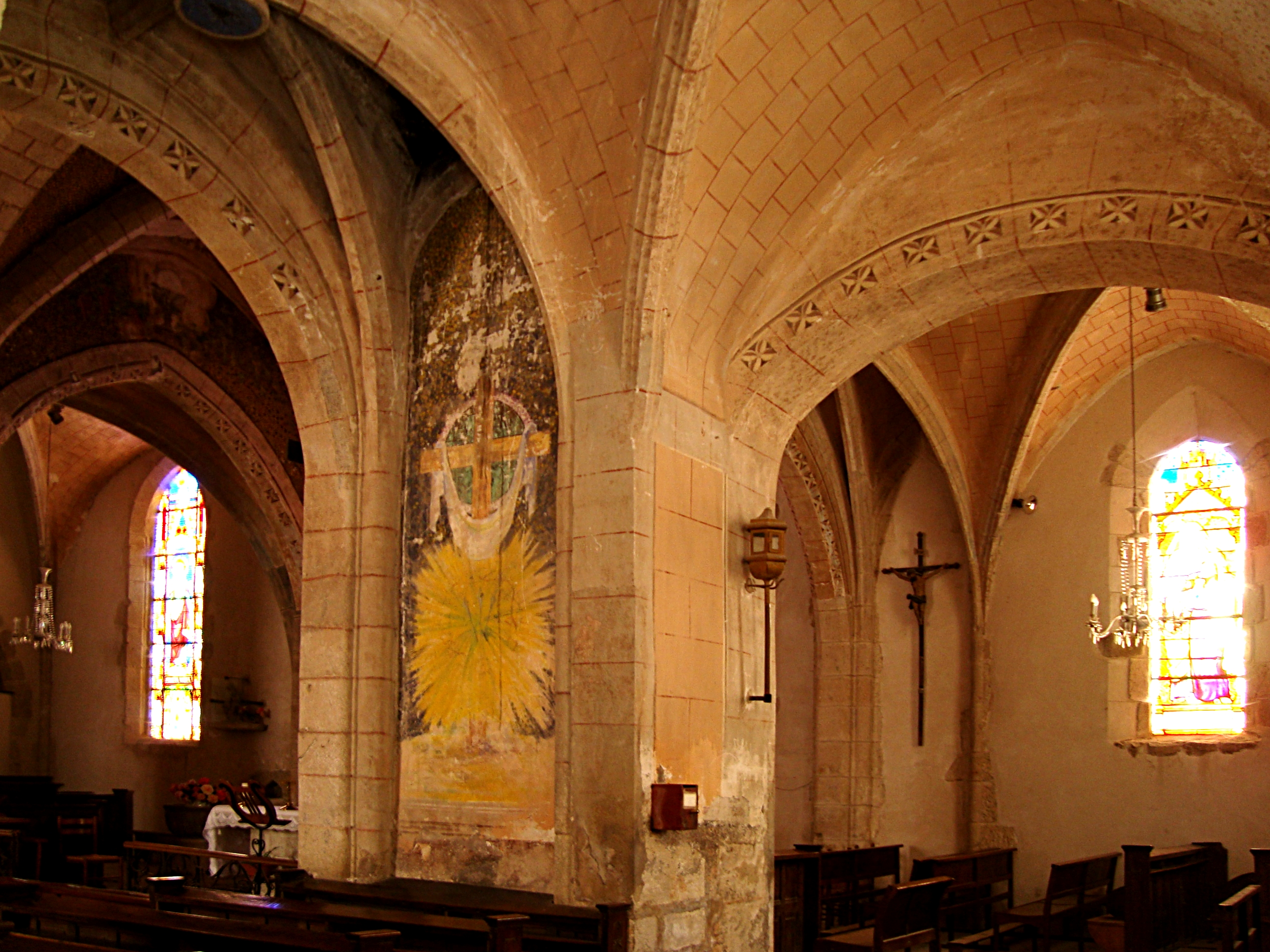
Innenraum der Kirche Sainte-Foy
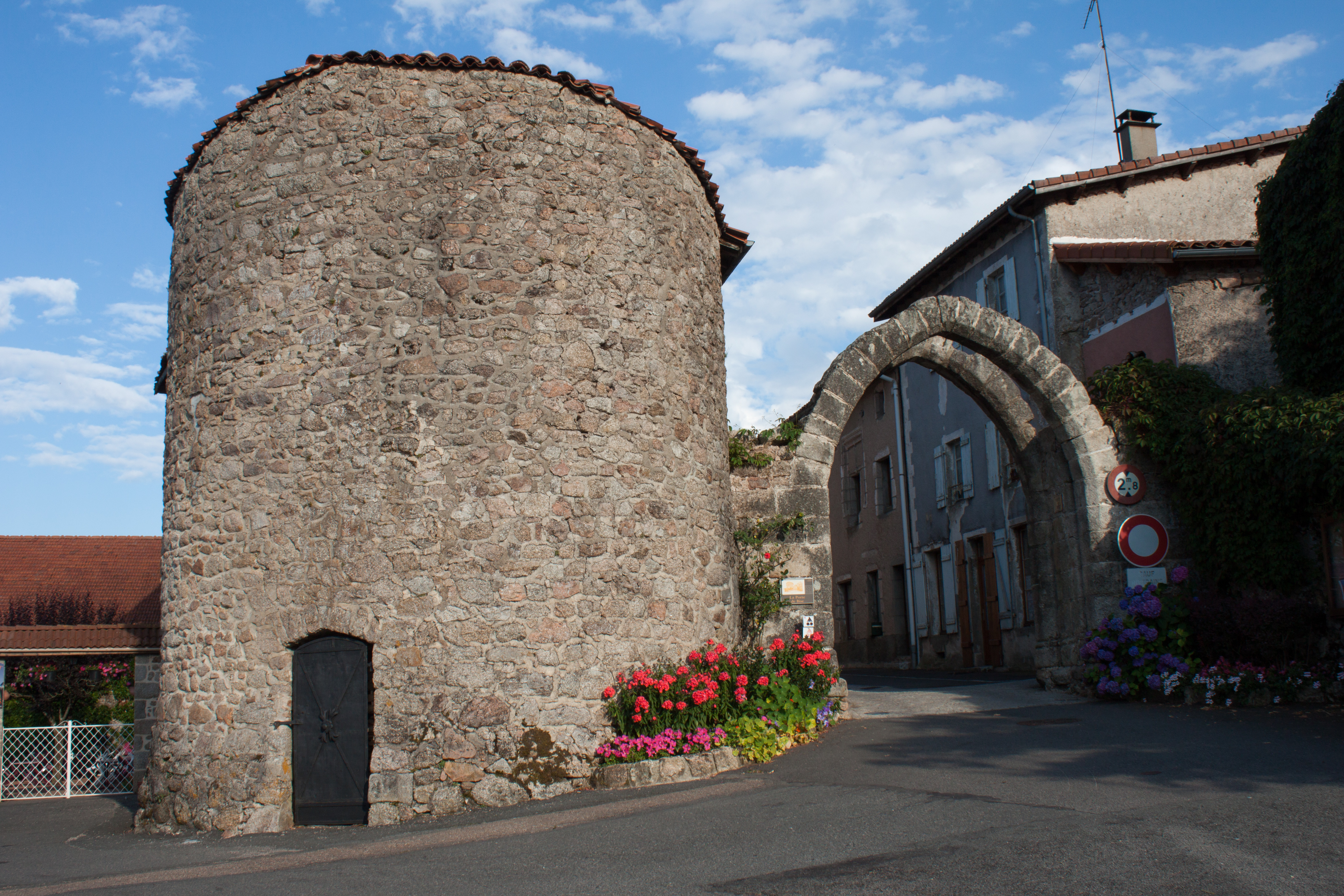
Porte de Bise (nordöstlicher Ortseingang)